# Desastre aéreo de Tachikawa
El desastre aéreo de Tachikawa (立川基地グローブマスター機墜落事故 tachikawa-kichi-gurobumasutaki-tsuiraku-jiko?) ocurrió en la tarde del jueves 18 de junio de 1953 cuando un avión Douglas C-124 Globemaster II de la Fuerza Aérea de los Estados Unidos (USAF) se estrelló tres minutos después del despegue en Tachikawa (Japón) matando a las 129 personas a bordo. 
En ese momento fue el accidente aéreo más mortal en la historia de la aviación hasta la colisión aérea de Nueva York de 1960, que dejó 134 muertos.

## Aeronaves
El avión era un Douglas C-124 Globemaster II de la USAF del 374th Troop Carrier Group, número de serie 51-0137.Estaba impulsado por cuatro motores Pratt & Whitney R-4360-20WA.
El avión transportó 122 pasajeros y 7 tripulantes. La mayoría de los que estaban a bordo eran aviadores que regresaban a sus funciones en Corea del Sur después de un descanso de cinco días y una licencia de recreación en Japón. El comandante de la aeronave, el comandante Herbert G. Voruz Jr., de 37 años, había registrado más de 6,000 horas de vuelo. El piloto, el comandante Robert D. McCorkle, también era un aviador experimentado. Otro piloto, el comandante Paul E. Kennedy, estaba a bordo para registrar el tiempo de vuelo adicional.

## Accidente
El avión salió de la base aérea de Tachikawa hacia Seúl a las 16:31 JST. A solo un minuto de vuelo, el motor No. 1 (exterior izquierdo) del avión estalló en llamas. Voruz apagó de inmediato el motor y transmitió por radio que regresaba a Tachikawa. El controlador aéreo le preguntó si quería un enfoque controlado por tierra (GCA), que Voruz aceptó; durante esto, se le oía gritar «¡Dame más potencia! ¡Dame más potencia!» al ingeniero de vuelo. El control de tierra le preguntó si podía mantener la altitud; Voruz respondió «Recibido». Sin embargo, cuando los pilotos se prepararon para regresar al aeródromo, el ala izquierda entró en pérdida, lo que provocó que la aeronave girara hacia la izquierda y entrara en una zambullida poco profunda pero irrecuperable. En su desesperación, los pilotos intentaron levantarse, pero en vano. El control de tierra preguntó si se estaban declarando de emergencia, pero no recibió respuesta. Alrededor de las 16:33, el vuelo desapareció de las pantallas de radar. A las 16:34, el C-124 se estrelló contra un parche de sandía a unas 3,5 millas de la base aérea y explotó en el impacto.
El sargento Frank J. Palyn, 434 ° BCE, que presenció el choque de su automóvil, dijo:

...en ese instante, pareció golpear una bolsa de aire porque cayó. Después de esta caída de varios cientos de pies, entró en una zambullida en espiral de la mano izquierda. [...] Al principio pensé que el avión haría un aterrizaje brusco. La inusual trayectoria de vuelo del avión parecía deberse a la potencia suministrada por los dos motores correctos. Parecían estar tirando del avión y arrastrando el ala izquierda hacia atrás en un ángulo que causaba la espiral antes del choque. El avión en sí parecía dirigirse hacia el suelo en este ángulo y en el ala izquierda, la nariz se acercaba primero al suelo con la cola en ángulo hacia la derecha y hacia arriba. [...] Inmediatamente después del contacto con el suelo, pareció explotar y arder.

Los dos motores de estribor se mantuvieron en funcionamiento durante algún tiempo después del accidente.

## Respuesta de los equipos de emergencia
La base aérea y los equipos locales del departamento de bomberos pronto estuvieron en la escena, seguidos por capellanes y equipos de identificación. Se instaló una morgue temporal para recuperar a las víctimas de los restos.
El sargento Robert D. Vess, quien estaba manejando desde Tokio con su esposa, estaba a unos 150 metros (160 yardas) cuando vio que el avión perdía el control y se estrellaba. Vess inmediatamente se detuvo y corrió al lugar del accidente. Alejó al operador de radio del avión, John H. Jordan Jr., de los restos, pero Jordan murió unos minutos después. Vess continuó ayudando a buscar sobrevivientes hasta que los tanques de combustible del avión explotaron. También ayudó a sacar cuerpos de los restos del misionero estadounidense, el reverendo Henry McCune, que vivía cerca. Su hijo Jonathan tomó fotografías de los restos con su cámara de caja Brownie.
A las 16:50, Tachikawa GCA llamó al 36.° Escuadrón de Rescate Aéreo en la Base Aérea Johnson al sitio del accidente. El teniente coronel Theodore P. Tatum Jr., su copiloto y un equipo pararescue de dos hombres llegaron a la escena en helicóptero a las 17:13; su inspección posterior confirmó que no había sobrevivientes.

## Consecuencias
De acuerdo con el informe del accidente, el choque fue causado por el uso incorrecto de la aleta de los pilotos y la pérdida de velocidad debido a la falla de un motor de puerto.
El número de muertos provocado (129 personas) siguió siendo el más alto en un accidente de aviación hasta 1960, cuando 134 personas murieron en la colisión aérea de Nueva York de 1960 entre un avión Douglas DC-8 de United Airlines contra un Lockheed L-1049 Super Constellation de Trans World Airlines. El accidente de Tachikawa siguió siendo el desastre aéreo más mortal que afectó a un solo avión hasta que un Boeing 707 de Air France se estrelló durante el despegue en 1962 (vuelo 007 de Air France).
No hubo víctimas mortales entre las personas en el suelo, pero un hombre en un huerto de sandías sufrió quemaduras en la cabeza y las manos.
Aunque el desastre se olvidaría en gran medida con el tiempo, tuvo un gran impacto en las familias de las víctimas y en la USAF.
Los residentes locales erigieron un monumento en memoria de las víctimas de la tragedia. Sin embargo, el monumento ya no se encuentra en el sitio, que ahora es una escuela de manejo.